# 林俊明
林 俊明（はやし としあき、1947年（昭和22年）- ）は、日本のプロデューサーである。日本人初のハリウッド映画「兜KABUTO」を製作（1990年）したエグゼクティブ・プロデューサー。

## 略歴
- 1966年 私立佼成学園高等学校卒業。三ヶ年皆動賞（無遅刻、無欠席、早退なし）。
- 1971年 東京大学生活協同組合を経て日経ジャーナル記者となる。24歳で単独渡米カリフォルニア州オークランドのカレッジにて留学。
- 1976年 West.Mountain.co.設立、L.A.全米を車で行商、有田焼・伊万里焼・薩摩焼など日本の美術工芸品を訪販する。
- 1977年 米国財団法人「日米スポーツ振興会」設立、事務局長に就任。ロサンゼルスにてJAPAN EXPOを開催（日本製品のコンベンション、350社参加）。ロサンゼルスにて日本語学園共同システムのチャリティーショー主催。鹿児島県川内市長を通して鎧兜（時価一万ドル）を日本語学校に寄贈する。ビバリーヒルズ「ホリデイ・ファッションショー」をピルトモアホテルで主催（600名参加）。
- 1978年 ロサンゼルス市スポーツアリーナにて「世界武道大会Jを主催（ショー・コスギ出場/世界10ヵ国参加の武道オリンピック）。
- 1979年 ビバリーヒルズ市で「オリエンタル・アンティークショー」開催。ディーラー15O社参加。日本人観光客を対象にロサンゼルス市の観光フリーペーパー「ようこそL.A.」を創刊。U.C.L.A.の図書館に5000ドル寄贈する。
- 1980年 当時の鈴木総理協力によりロサンゼルス市200年祭に国技の大相撲を招聘、大成功を収める。6月21～22日にU.C.L.A.ポリーパビリオンで開催。カリフォルニア州州務長官マーチ・フォン・ユー（民主党）よりカリフォルニア輸出促進委員会の委員に任命される。ロサンゼルス市のホテルニューオータニで「世界宝石ショー」を主催（2700人参加ディーラー120社）。「世界絵画アートショー」をロサンゼルス市にて無料開催する。1万5000人が来場。
- 1981年 経団連の依頼によりソニーの盛田会長とユニタリータックスの廃止運動を展開する。全米の日本食レストランを紹介する雑誌「金堂ジャーナル」を創刊。全米日本食マップを作製する。
- 1982年 財団法人日本船舶振興会の笹川良一が、ロサンゼルス市の日米文化会館の建設資金として100万ドルの援助に関して尽力をつくす。カリフォルニア州輸出促進委員会駐在日本代表として帰国（カリフォルニア州の農産物輸出振興に活躍）。江埼真澄副総理の協力を得て、オレンジ自由化の先鞭をつける。日米貿易摩擦解消のため、カリフォルニア州と日本のパイプ役として活躍。日米の貿易摩擦に関するコミュニケーションレベルにおける問題を抜本的解決のレポートを発表。自民党本部にて江崎真澄副総理主催でカリフォルニア州州務長官マーチ・フォン・ユーとオレンジの自由化について会談（出席鳩山外務大臣・林厚生大臣・黒田審議官（通産省）・妹尾審議官（外務省））。ホテルニューオータニにてカリフォルニア農産物フェアー開催（江崎通産大臣協力）これを機会にカリフォルニアワインの対日輸出が促進される。日米貿易摩擦解消のため、米国農産物の輸入促進を先導。カリフォルニア農産物企業50社を紹介
- 1983年 エリートフーズ株式会社設立。資本金2000万円。三越百貨店、東武百貨店に出展。健康食品・化粧品の多角化通信販売で全国展開。ホテルニューオータニ・名古屋国際ホテルにてカリフォルニアの州務長官マーチ・フォン・ユーと記者会見（農産物の自由化する）。
- 1986年 パシフィックフォーラムを開催（中小企業の経営者・管理者を対象としたセミナー勉強会など）。
- 1987年 ダイヤモンド社より「アメリカで儲ける本」刊行（ISBN 978-4478600030）。ベストセラーとなる。ハリウッド映画ファンドを立案し30億円を集める。
- 1988年6月20日 オレンジ・牛肉の自由化制定。翻案にて国際政治手腕を発揮。
- 1990年 ハリウッド映画「兜-KABUTO-」にて三船敏郎を配し、製作総指揮を担当。日東書院「アメリカンドリームをつかめ」を出版（ISBN 978-4528000360）1万部完売。
- 1991年 ハリウッド映画「兜-KABUTO-」日本封切り、国内だけで100万人の動員記録を達成し成功を収める。
- 1994年 外国人報道協会会長 Dr.カーンと国際ジャーナリスト協会設立「インター・ブレインユー」誌発行。
- 1995年 国際ベンチャー・ビジネス協会設立。代表世話人。
- 1996年 アジア経済人懇話会理事長。前野徹補佐となる。
- 1999年 日本フリージャーナリスト協会設立/世話人。目覚めよ日本国民会議/世話人。総合コンサルタント、林事務所代表となる。

## 経歴
日経ジャーナルの記者を経て、24歳で渡米。オークランドカレッジに留学、ロサンゼルスでビジネス誌を創刊。L.A200年際に日本国技大相撲を江崎真澄副総理の協力で招請。1980年（昭和55年）に大成功を収める。経団連の依頼により、カリフォルニア州務税制ユニタリータックスの廃止運動をSONYの盛田昭夫会長と展開。カリフォルニア州州務長官マーチ・フォン・ユーからカリフォルニア輸出推進委員会の委員に任命される。オレンジ・牛肉などの自由化について、日本政府と会談する。

## 作品リスト
著書
- 『アメリカで儲ける本』（1987年02月 ダイヤモンド社 ISBN 978-4478600030）
- 『アメリカンドリームをつかめ』（1990年12月 日東書院刊 ISBN 978-4528000360）

映画
- 『兜 KABUTO』東宝東和配給（1991年米国 監督：ゴードン・ヘスラー 主演：ショー・コスギ、ケイン・コスギ、三船敏郎、クリストファー・リー）制作費は25億円